# 弗倫德希普 (新澤西州)
弗倫德希普（英語：Friendship）是位於美國新澤西州塞勒姆縣的非建制地區。

## 地理
弗倫德希普所處的海拔為高於海平面40米（即131英呎），而該地所採用的時區為UTC-5，即北美东部时区（EST）。同時該地設有夏令時間，為UTC-5調快一小時，即UTC-4（EDT）。